# Хаджі-Мухаммед
Хаджі-Мухаммед (*д/н — між 1423 та 1427) — хан Золотої Орди в 1419—1420 роках, хан частини Тюменського ханства у 1420—1423/1427 роках.

## Життєпис
Походив з династії Чингізидів. Син Алі-оглана, сина Бек-Кунди, сина Мінг-Тимура, нащадка Багадур-оглана, сина Шибана, сина Джучі. Перша згадка про Хаджи-Мухаммеда сягає 1398 року. У 1419 році після загибелі Дервіш-хана, номінального правителя Золотої Орди, беклярбек Едигей оголосив Хаджи-Мухаммеда новим ханом. Останній спільно з Едигеєм боровся проти Кадер-Берди, що контролював Наволжя. В районі річки Яїк відбулася битва, в якій Едигей зазнав поразки й невдовзі помер. Тоді ж помер і Кадер-Берди. Втім, Хаджи-Мухаммед не зміг заволодіти столицею Орди, оскільки там почергово панували Даулат-Берди та Улу-Мухаммед. Призначає своїм беклярбеком Мансура з мангитських емірів.
Втім, Хаджи-Мухаммед зумів закріпитися в землях башкирів, морди, волзьких булгар. Він рушив на північ — до Сибіру, де вступив у боротьбу проти Давлат-шейха, правителя Тюменського ханства (частини Синьої Орди). В результаті Хаджі-Мухаммед заволодів західними областями цієї держави. Його ставкою стала Кизил-Тура. Його держава дістала назву Східна Орда. 
1420 року не брав участь у боротьбі за трон в Сарай-Берке, зосередившись на війні проти Давлат-шейха. Протягом 1422—1423 років воює проти претендентів на трон Худайдата та Берек-хана. Близько 1423 року зазнає нищівної поразки. На думку низки дослідників, тоді ж Хаджі-Мухаммед загинув. Втім, є деякі згадки про його діяльність у Сибіру. Напевне, тримався у Кизил-Турі до 1427 року, коли загинув.